# Issake Dabore
Issake Dabore (1940.) je bivši nigerski boksač. 
Osvajač je brončane medalje na Olimpijskim igrama 1972. u Münchenu. To je jedina olimpijska medalja u povijesti Igara koju je osvojio neki nigerski športaš. On je također predstavljao svoju zemlju 1964. i 1968. na Olimpijskim igrama.

## Vanjske poveznice
- Profil na databaseolympics.com